# Магомедкеримов, Магомед Малачевич
Магомедкеримов Магомед Малачевич (род. 1 октября 1990, Агвали, Цумадинский район, Дагестанская АССР, СССР) – российский боец смешанных единоборств (ММА), также известный под прозвищем Мага-миллион. 
Мастер спорта по рукопашному бою, мастер спорта международного класса по панкратиону. Чемпион PFL в полусреднем весе сезонов 2018-го и 2023-го годов. Также известен как 3-х кратный чемпион мира, обладатель кубка мира по панкратиону.

## Биография
Магомедкеримов Магомед Малачевич родился в чамалинском селе Агвали Цумадинского района Дагестанской АССР. Детство провёл в родном посёлке. В 1996 году пошёл в первый класс в Агвалинскую среднюю школу Цумадинского района Республики Дагестан. В 2007 году поступил ДГПУ на спортивно-тренерский факультет. В 2011 году закончил ДГПУ.  На данный момент проживает в Коконат Крик, штат Флорида.

## Профессиональная карьера
Магомед Магомедкеримов провёл первый бой против Виталия Калынюка на турнире WUFC - Trofeu Feira 14, который состоялся 22 августа 2008 года. Уже в первом раунде он смог провести болевой приём – рычаг локтя, который привёл бойца к победе. Сабмишн на третьей минуте от участника, впервые вышедшего на ринг в турнире такого уровня, произвёл сильнейшее впечатление, как на судей, так и на зрителей спортивного мероприятия.
Следующую победу Магомед одержал над украинцем Виктором Кузьменко. Бойцы встретились на ринге турнира M-1 Selection Ukraine 2010 - Round 6, который проходил в Киеве в МВЦ "АККО Интернешнл" 6 ноября 2010 года. Боец из Махачкалы провёл в первом же раунде быстрый удушающий приём в партере, в результате чего, украинец вынужден был сдаться. Таким образом. сабминш был зафиксирован спустя 1:25. Первая победа, которая возглавляет список топ самых быстрых побед Магомеда.
21 ноября 2010 года, в Ереване, Армения, в ходе проведённого очередного командного турнира по боям смешанного стиля Union Nation Cup 10, организованного Федерацией профессиональных бойцовских чемпионатов ProFC, Магомед Магомедкеримов проиграл бой украинскому бойцу Тарасу Пихнюку. Несмотря на достойное противостояние, Тарас смог в третьем раунде на 3 минуте 25 секунде провести болевой приём "скручивание пятки", вынудив Магомеда признать поражение.
На турнире Pankration Cup of Call - Siberia vs. Caucasus, проведённого во Дворце Спорта города Омск, Россия, 12 февраля 2011 года, Магомед Магомедкеримов одержал победу над российским бойцом Сергеем Шиловым. Проведя серию ударов, на 47 секунде второго ранда, Сергей Шилов отправился в нокаут.
26 сентября 2011 года, в городе Дербенте (Дагестан, Россия), состоялся международный турнир по смешанным единоборствам ProFC Grand Prix Global – Caucasus. Магомед Магомедкеримов, представитель команды «Чемпион» (Дагестан), провёл бой против представителя команды «Эльбрус» (Нальчик), Ратмира Карацукова. Технический нокаут в конце первого раунда, позволил одержать Магомеду победу над соперником. В этом же турнире, но уже в бою с представителем команды Nefchi (Азейрбаджан), Бахтияром Аббасовым, Магомед потерпел второе поражение в карьере. Удушающий приём сзади, позволил азейрбаджанскому бойцу получить победу во втором раунде. Сабмишн от Магомеда прозвучал на 4 минуте 20 секунде.
22 декабря 2011 года, в рамках League S-70 - Russian Championship First Round, Магомед Магомедкариев провёл бой против Анатолия Токова. В начале первого раунда, по прошествии всего минуты и семи секунд, Магомед отправил Токова в нокаут одним ударом. Как признался сам Анатолий, проигрыш был вполне очевиден, поскольку он вышел на ринг слишком самоуверенным, после длительного перерыва в боях. Переоценка собственных сил со стороны Токова сыграла на руку Магомеду, который умело воспользовался ситуацией. Победа вошла в топ самых быстрых в карьере бойца.
На турнире League S-70 — Russian Championship Semifinals, который проходил 25 мая 2012 года соперником Магомеда стал российский боец Станислав Молодцов. Проведя на ринге все три раунда, отведённых согласно регламенту боя, Магомед выиграл раздельным решением судей.
DFC - Derbent Fighting Championship – турнир, который проходил 13 июля 2012 года в Дагестане, Россия. Соперником Магомеда стал боец Сергей Фаустов. В первом раунде Магомедкеримов провёл приём "гильотина" и вынудил соперника сдаться. Итогом боя стал сабмишн от Сергея, в конце третей минуты первого раунда.
На ежегодном турнире League S-70 - Russian Championship Finals в Сочи, клуб «Платформа», который проводился 11 августа 2012 года, Магомед потерпел третье поражение от бойца Адама Халиева. Единогласным решением судьи поединка признали Адама победителем. Проведя на ринге три раунда, боец из Грозного оказался объективно лучше Магомедкеримова.
В рамках турнира ADW: Abu Dhabi Warriors, 2 ноября 2010 года, Магомед провёл бой с бразильским бойцом Тьяго Веллой. После длительной борьбы в партере, судья поднял бойцов в стойку, где Магомедкеримов на 3:32 отправил соперника в первый нокдаун. Тьяго смог продолжить бой, но ненадолго. Магомед уже на 4:21 одним ударом отправил бразильца в технический нокаут. 
Следующим победным боем стал поединок на турнире Voronezh MMA Federation - Fight Riot 1. 25 января 2013 года, Магомед вышел в ринг против российского бойца Евгения Гонтарева. Две с половиной минуты понадобилось Магомедкеримову, чтобы нанести один точный удар и отправить соперника в нокаут.
26 мая 2013 года, турнир EFC - Emperor Fighting Championship 3 принёс ещё одну победу Магомеду Магомедкеримову. Соперником стал латвийский боец Николай Карпачов. Проведя в октагоне всего полторы минуты, Магомед, находясь в партере, смог нанести несколько точных ударов, в результате чего, судья принял решение об остановке боя. Латвиец проиграл техническим нокаутом, не сумев противостоять российскому бойцу, который борцовской техникой получил ещё одну победу в копилку самых быстрых в своей карьере.
Турнир Битва под Москвой, Fight Nights - Battle of Moscow 14, который проходил 7 декабря 2013 года предоставила возможность Магомеду продемонстрировать себя в качестве ударника с бразильским соперником Вегуимаром Де Луцена Ксавиер. Проведя половину первого раунда в стойке, Магомед пропустил несколько точных ударов от соперника. Но это не помешало бойцу быстро находить ответы для бразильца. В начале второго раунда Магомед нанёс несколько точных ударов в стойке, около двух минут бразилец систематически пытался уворачиваться от ударов, которые российский боец наносил со всех сторон. Перевод в партер стал фатальным для Вегуимара. Перевернувшись на спину, он пропустил удар в печень, после чего Магомед быстро добил соперника, вынудив судью остановить бой. 2:20 минута второго раунда принесла заслуженную победу.
В 2014 году Магомед принял участие в четырёх турнирах. 9 марта 2014 года – Absolute Championship Berkut - Grand Prix Berkut 2, город Грозный, Чечня, Россия, в котором одержал победу над Исламом Яшаевым, закончив бой на пятнадцатой секунде первого раунда – мощное рассечение под глазом не позволило Исламу продолжить бой. Это самая быстрая победа в карьере бойца. 6 апреля 2014 года – Absolute Championship Berkut - Grand Prix Berkut 5, судьи единогласным решением отдали победу Магомеду в бою с Ибрагимом Тибиловым. 18 мая 2014 года – Absolute Championship Berkut - Grand Prix Berkut 7, победа стала результатом технического нокаута Данияра Бабакулова. По истечении двух минут второго раунда, Магомедкеримов серией ударов успешно завершил бой. 22 июня 2014 года – Absolute Championship Berkut - Grand Prix Berkut 9, серия побед была прервана раздельным решением судей, которые посчитали, что соперник Магомеда, Беслан Исаев был лучше по итогам трёх пятиминутных раундов. 17 октября 2014 года, Магомед вышел в октагон турнира OFS - Octagon Fighting Sensation 2, где его соперником стал Хасанхон Баратов. Бой завершился победой, Магомедкеримов вынудил Хасанхона сдаться в первом раунде, проведя удушающий приём "треугольник". Этот бой также вошёл в топ самых быстрых побед Магомедкеримова.
Турнир ProFC 57 - New Era, проведённый 29 марта 2015 года стал неудачным опытом для Магомеда. Первое поражение сабмишеном с 2010 года. Явно проигрывая два раунда, Виталий Бигдаш смог собраться и в конце третьего провёл удушающий приём сзади, вынудив Магомедкеримова капитулировать.
DFC - Derbent Fighting Championship – турнир, организованный в Тамбове 25 июня 2015 года, где противником для Магомеда стал чемпион России по рукопашному бою Герман Якубов. Магомед Магомедкеримов провёл удушающий приём и победил Германа на 4-й минуте первого раунда.
Следующая победа не заставила себя долго ждать, и уже 4 ноября 2015 года, на турнире Kunlun Fight - Cage Series 4, Магомед по итогу проведённых трёх пятиминутных раундов, единогласным решением судей победил украинца Артёма Шокало.
За единогласным, последовало раздельное решение от судей. 7 октября 2016 года, на турнире WSOF 33 - Branch vs. Magalhaes, Магомедкеримов выступил против Бобби Купера. Бой получился достаточно интересным, поскольку российский боец смог продемонстрировать себя и в стойке, и в партере.
2018 год стал поистине одним из самых удачных. Проведя пять боёв, Магомед смог одержать победу над каждым из своих соперников в турнирах, организованных в США: 5 июля 2018 года на турнире Professional Fighters League - PFL 3: 2018 Regular Season в Вашингтоне, Магомед встретился с Германом Террадо. На последних секундах первого раунда, провёл удушающий приём сзади. 16 августа 2018 года – турнир Professional Fighters League - PFL 6: 2018 Regular Season, в Атлантик-Сити. Победа над Бояном Величковичем стала результатом единогласного решения судей. 20 октября 2018 года – на турнире Professional Fighters League - PFL 10: 2018 Season PFL Playoffs 3, Вашингтон, ещё одно единогласное решение подтвердило статус победителя в бою с украинским бойцом Павлом Кущом. В этот же день, в рамках плей-офф Professional Fighters League - PFL 10: 2018 Season PFL Playoffs 3, Магомед ещё раз вышел на ринг с Бояном Величковичем, и в очередной раз доказал ему, что сильнее, проведя в середине второго раунда серию ударов, которая послужила причиной для признания технического нокаута. 31 декабря 2018 года – в канун Нового года, Магомед на турнире Professional Fighters League - 2018 Season PFL Championships, в Нью-Йорке провёл удушающий приём "гильотина" Рэю Куперу. Бой закончился в середине второго раунда. В 2019 году Магомед Магомедкеримов успел провести два боя: первый, в рамках турнира PFL 1: сезон 2019, проведённого 9 мая в Нью-Йорке, США. Соперником по октагону для Магомеда стал Джон Ховард. Российский спортсмен одержал победу над американским бойцом, проведя удушающий приём "гильотина" на последних секундах первого раунда. Второй – 11 июля 2019 PFL 4: сезон 2019, организованный в Атлантик-Сити, США, против Криса Кёртиса. Оба бойца показали отличный поединок, проведя на ринге три пятиминутных раунда, отведённых регламентом. Российский боец стал объективно лучшим, единогласным решением судей.

### Панкратион
Победитель 14-го ЧМ по панкратиону г. Визей (Португалия), 2008 г.;
Победитель ЧМ по панкратиону в г. Омск ( Россия), 13 – 16 ноября 2009 г.;
Победитель ЧМ по панкратиону в г. Варна (Болгария), 05 – 09 октября 2010 г.;
Обладатель кубка мира по панкратиону в  г. Баку (Азербайджан) – 2009 г.;
Призёр чемпионата Европы по панкратиону (Латвия) – 2009 г.;

### Армейский рукопашный бой
Победитель ЧР по рукопашному бою – 2008 г.;
Победитель международного турнира по рукопашному бою кубок «Касптайскому боксу» - 2008 г.;

### Другое
Победитель чемпионата РД по тайскому боксу – 2008 г.;
Победитель чемпионата РД по «Кудо»  - 2008 г.;
Победитель чемпионата Евразии по рукопашному бою – 2009 г.;

### Смешанные единоборства
Первый российский чемпион гран–при PFL в г. Нью-Йорк (США), 31 декабря 2018 г.

## Статистика в профессиональном ММА
| Боёв 31  | Побед 26 | Поражений 5 |
| -------- | -------- | ----------- |
| Нокаутом | 10       | 0           |
| Сдачей   | 8        | 3           |
| Решением | 8        | 2           |

| Результат | Рекорд | Соперник                 | Способ                                    | Турнир                                             | Дата             | Раунд | Время | Место                          | Примечание |
| --------- | ------ | ------------------------ | ----------------------------------------- | -------------------------------------------------- | ---------------- | ----- | ----- | ------------------------------ | --- |
| Победа    | 34-6   | Садибу Си                | Удушающий приём (гильотина)               | PFL 10                                             | 24 ноября 2023   | 3     | 1:17  | Вашингтон, США                 | Бой за титул чемпиона PFL в полусреднем весе сезона 2023-го года                                                                          |
| Победа    | 33-6   | Соломон Ренфро           | Единогласное решение                      | PFL 9                                              | 23 августа 2023  | 3     | 5:00  | Нью-Йорк, США                  | Полуфинал PFL в полусреднем весе сезона 2023-го года                                                                                      |
| Победа    | 32-6   | Дэвид Завада             | Технический нокаут (удары)                | PFL 6                                              | 23 июня 2023     | 1     | 3:54  | Атланта, Джорджия, США         | |
| Победа    | 31-6   | Бен Эгли                 | Технический нокаут (хай-кик)              | PFL 3                                              | 14 апреля 2023   | 1     | 1:03  | Лас-Вегас, Невада, США         | |
| Победа    | 30-6   | Глейсон Тибау            | Единогласное решение                      | PFL 10                                             | 25 ноября 2022   | 3     | 5:00  | Нью-Йорк, США                  | |
| Победа    | 29-6   | Дилано Тейлор            | Технический нокаут (удары)                | PFL 6                                              | 1 июля 2022      | 2     | 3:26  | Атланта, Джорджия, США         | |
| Поражение | 28-6   | Рэй Купер 3              | Нокаут (удары)                            | PFL 10                                             | 27 октября 2021  | 3     | 3:02  | Холливуд, Флорида, США         | Бой за титул чемпиона PFL в полусреднем весе сезона 2021-го года                                                                          |
| Победа    | 28-5   | Садибу Си                | Единогласное решение                      | PFL 7                                              | 13 августа 2021  | 3     | 5:00  | Холливуд, Флорида, США         | Полуфинал PFL в полусреднем весе сезона 2021-го года                                                                                      |
| Победа    | 27-5   | Кёртис Миллендер         | Удушающий приём (Иезекииль)               | PFL 5                                              | 17 июня 2021     | 1     | 1:57  | Атлантик-Сити, Нью-Джерси, США | |
| Победа    | 26-5   | Кёртис Крис              | Единогласное решение                      | PFL 7: сезон 2019                                  | 11 октября 2019  | 2     | 5:00  | Лас-Вегас, США                 | Четвертьфинал PFL в полусреднем весе сезона 2019-го года. Магомедкеримов не смог принять участие в полуфинале из-за проблем со здоровьем. |
| Победа    | 25-5   | Кёртис Крис              | Единогласное решение                      | PFL 4: сезон 2019                                  | 11 июля 2019     | 3     | 5:00  | Атлантик-Сити, США             | |
| Победа    | 24-5   | Джон Ховард              | Удушающий приём (гильотина)               | PFL 1: сезон 2019                                  | 9 мая 2019       | 1     | 4:54  | Нью-Йорк, США                  | |
| Победа    | 23-5   | Рэй Купер 3              | Удушающий приём (гильотина)               | PFL: финал сезона 2018                             | 31 декабря 2018  | 2     | 2:18  | Нью-Йорк, США                  | Бой за титул чемпиона PFL в полусреднем весе сезона 2018-го года                                                                          |
| Победа    | 22-5   | Боян Величкович          | Технический нокаут (удары)                | PFL 10: сезон 2018                                 | 20 октября 2018  | 2     | 3:13  | Вашингтон, США                 | Полуфинал PFL в полусреднем весе сезона 2018-го года                                                                                      |
| Победа    | 21-5   | Павел Кущ                | Единогласное решение                      | PFL 10: сезон 2018                                 | 20 октября 2018  | 2     | 5:00  | Вашингтон, США                 | Четвертьфинал PFL в полусреднем весе сезона 2018-го года                                                                                  |
| Победа    | 20-5   | Боян Величкович          | Единогласное решение                      | PFL 6: сезон 2018                                  | 16 августа 2018  | 3     | 5:00  | Атлантик Сити, США             | |
| Победа    | 19-5   | Герман Террадо           | Удушающий приём (сзади)                   | PFL 3: сезон 2018                                  | 5 июля 2018      | 1     | 4:54  | Вашингтон, США                 | |
| Победа    | 18-5   | Бобби Купер              | Раздельное решение                        | WSOF 33 Branch vs. Magalhaes                       | 7 октября 2016   | 3     | 5:00  | Канзас, США                    | |
| Победа    | 17-5   | Артём Шокало             | Единогласное решение                      | Kunlun Fight - Cage Series 4                       | 4 ноября 2015    | 3     | 5:00  | Астана, Казахстан              | |
| Победа    | 16-5   | Герман Якубов            | Удушающий приём ("север-юг")              | DFC - Derbent Fighting Championship                | 25 июня 2015     | 1     | 4:36  | Тамбов, Россия                 | |
| Поражение | 15-5   | Бигдаш Виталий           | Удушающий приём (сзади)                   | ProFC 57 - New Era                                 | 29 марта 2015    | 3     | 4:20  | Ростов-на-Дону, Россия         | |
| Победа    | 15-4   | Баратов Хасанхон         | Удушающий приём (сзади)                   | OFS - Octagon Fighting Sensation 2                 | 17 октября 2014  | 1     | 1:23  | Ярославль, Россия              | Этот бой также вошёл в топ самых быстрых побед Магомедкеримова.                                                                           |
| Поражение | 14-4   | Исаев Беслан             | Раздельное решение                        | Absolute Championship Berkut - Grand Prix Berkut 9 | 22 июня 2014     | 3     | 5:00  | Грозный, Россия                | |
| Победа    | 14-3   | Бабакулов Данияр         | Технический нокаут (удары)                | Absolute Championship Berkut - Grand Prix Berkut 7 | 18 мая 2014      | 2     | 1:57  | Грозный, Россия                | |
| Победа    | 13-3   | Тибилов Ибрагим          | Единогласное решение                      | Absolute Championship Berkut - Grand Prix Berkut 5 | 6 апреля 2014    | 3     | 5:00  | Грозный, Россия                | |
| Победа    | 12-3   | Яшаев Ислам              | Технический нокаут (рассечение)           | Absolute Championship Berkut - Grand Prix Berkut 2 | 9 марта 2014     | 1     | 0:15  | Грозный, Россия                | Бой остановлен доктором |
| Победа    | 11-3   | Де Лючена Шавьер Вегимар | Технический нокаут (удары)                | Fight Nights - Battle of Moscow 14                 | 7 декабря 2013   | 2     | 2:20  | Москва, Россия                 | |
| Победа    | 10-3   | Карпачёв Николай         | Технический нокаут (удары)                | EFC - Emperor Fighting Championship 3              | 26 мая 2013      | 1     | 1:19  | Ярославль, Россия              | Магомед, находясь в партере, смог нанести несколько точных ударов, в результате чего, судья принял решение про остановку боя              |
| Победа    | 9-3    | Гонтарев Евгений         | Нокаут (удар)                             | Voronezh MMA Federation - Fight Riot               | 25 января 2013   | 1     | 2:26  | Воронеж, Россия                | |
| Победа    | 8-3    | Тьяго Велла              | Технический нокаут (удары)                | ADW - Abu Dhabi Warriors                           | 2 ноября 2012    | 1     | 4:21  | Абу-Даби, ОАЭ                  | |
| Поражение | 7-3    | Халиев Адам              | Единогласное решение                      | League S-70 - Russian Championship Finals          | 11 августа 2012  | 3     | 5:00  | Сочи, Россия                   | Бой за титул лиги S-70 в среднем весе |
| Победа    | 7-2    | Фаустов Сергей           | Удушающий приём (гильотина)               | DFC - Derbent Fighting Championship                | 13 июля 2012     | 1     | 3:30  | Дагестан, Россия               | |
| Победа    | 6-2    | Молодцов Станислав       | Раздельное решение                        | League S-70 - Russian Championship Semifinals      | 25 мая 2012      | 3     | 5:00  | Москва, Россия                 | |
| Победа    | 5-2    | Токов Анатолий           | Нокаут (удар)                             | League S-70 - Russian Championship First Round     | 22 декабря 2011  | 1     | 1:07  | Волгоград, Россия              | Победа вошла в топ самых быстрых в карьере бойца                                                                                          |
| Победа    | 4-2    | Карацуков Ратмир         | Технический нокаут (удары)                | ProFC Grand Prix Global - Caucasus                 | 26 сентября 2011 | 1     | 4:50  | Дагестан, Россия               | |
| Поражение | 3-2    | Аббасов Бахтияр          | Удушающий приём (сзади)                   | ProFC Grand Prix Global - Caucasus                 | 26 сентября 2011 | 2     | 4:20  | Дагестан, Россия               | |
| Победа    | 3-1    | Шилов Сергей             | Нокаут (удары)                            | Pankration Cup of Call - Siberia vs. Caucasus      | 12 февраля 2011  | 2     | 0:47  | Омск, Россия                   | |
| Поражение | 2-1    | Пихнюк Тарас             | Болевой приём на ногу (скручивание пятки) | ProFC - Union Nation Cup 10                        | 21 ноября 2010   | 1     | 3:25  | Ереван, Армения                | |
| Победа    | 2-0    | Кузменко Виктор          | Удушающий приём (сзади)                   | M-1 Selection Ukraine 2010 - Round 6               | 6 ноября 2010    | 1     | 1:25  | Киев, Украина                  | Входит в топ самых быстрых побед Магомеда                                                                                                 |
| Победа    | 1-0    | Калынюк Виталий          | Болевой приём на руку (рычаг локтя)       | WUFC - Trofeu Feira 14                             | 22 августа 2008  | 1     | 2:50  | Визеу, Португалия              | |